# Tikkertje

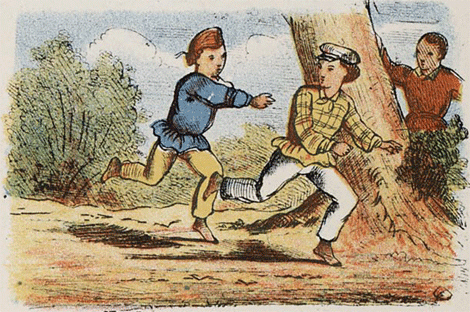
Tikkertje (anonieme tekening uit het boek Jongensspelen, 1860-1870)

Tikkertje of krijgertje is een kinderspel waarin een van de spelers de tikker is (in het jargon van het spel hem is) en alle andere spelers proberen bij hem uit de buurt te blijven. De tikker probeert een van de andere spelers aan te tikken (aanraken met de hand). Als hij daarin slaagt, wordt de aangeraakte persoon de tikker en is de tikker vrij en moet proberen te ontkomen samen met de andere spelers.

## Varianten
De reeks varianten op dit eenvoudige spel is enorm, voornamelijk omdat kinderen vaak zelf wijzigingen aanbrengen.
Deze variaties op het origineel kunnen op 4 vlakken plaatsvinden:
- De 'tik' kan vervangen worden door een andere handeling zoals een kus of een lik geven. Een ander bekend voorbeeld is 'baltikkertje', waarin men elkaar met de bal 'tikt'.
- Er kunnen meerdere tikkers zijn, soms is een tikker niet één kind maar een groep (voorbeeld: tikkertje-slinger).
- In het speelterrein kunnen veilige zones voorkomen, hier kan men nooit getikt worden (voorbeeld: tikkertje-hoog). Soms kan men zich ook vrijstellen door een bepaalde handeling (voorbeeld: tikkertje ballet) of door een, niet eerder vermeld, element van een vastgelegd lijstje te roepen (voorbeeld: tikkertje-tv en tikkertje Samson)
- Wat er gebeurt als men getikt wordt, kan ook aangepast worden.
  - De getikte personen kunnen 'af' zijn en moeten zich dan buiten het spel begeven.
  - De getikte personen moeten een vaste houding aannemen (voorbeeld: tikkertje-standbeeld).
  - De getikte personen moeten zich naar een afgesproken zone begeven (voorbeeld: Flik en Dief).

Indien men deze variant speelt wordt er vaak ook in een mogelijkheid tot vrijkomen voorzien: tikkertje-met-verlos. Dit kan doordat andere speler de getikte speler aantikt, tussen de benen doorkruipt, of door bokspringen over een getikte speler.
- Als je getikt wordt moet je als nieuwe tikker de plek waar je getikt bent, vasthouden met één hand, waarbij het moeilijker wordt om iemand af te tikken. Deze variant wordt wel 'ongelukstikkertje' genoemd.

Er bestaan veel spelen waarbij het tikken een basisonderdeel is. Voorbeelden hiervan zijn:

### Apenkooi
Apenkooi is een spel, vaak gespeeld tijdens gymlessen op scholen, waarbij in een veld (meestal in een gymzaal) vol hindernissen de tikker zo veel mogelijk gevangenen moet proberen te maken. Er is meestal één tikker bij het spel apenkooi. Deze draagt dan vaak een lintje of een ander herkenbaar teken, zodat hij voor iedereen duidelijk zichtbaar is. Het tikken gaat door middel van het aanraken van de persoon, wanneer iemand is getikt, is deze af, en moet deze uit het veld gaan. Het aantal deelnemers kan verschillen. Het veld is met vele hindernissen afgezet, meestal gymattributen, zoals slingertouwen, kasten, wandrekken, bokken en banken. Alle spelers, waaronder de tikker, mogen enkel over obstakels heenlopen, contact met de directe grond is niet toegestaan, behalve in op de grond gelegde hoepels of als zodanig getekende krijtcirkels(deze gelden als hindernissen). Zodra iemand de grond raakt, is deze persoon af en moet deze uit het veld gaan.
Er zijn verschillende varianten op het spel. Zo is er ook de mogelijkheid om een persoon aan te wijzen die een speciale rol krijgt toebedeeld, bijvoorbeeld een verlosser die afgetikte mensen die dan op hun plek moeten blijven staan, kan vrijtikken. Als deze persoon getikt wordt is het spel afgelopen. De tikker zal zich bij de verkiezing van de speciale rol zich moeten distantiëren van de verkiezing, aangezien hij niet mag weten wie de speciale persoon is. De tikker kan dan bijvoorbeeld naar de kleedkamer lopen en daar wachten tot hij wordt teruggeroepen om te participeren in het spel. Bij deze variant krijgt de tikker vaak aanwijzingen over degene die de speciale rol heeft gekregen, meestal van een scheidsrechter die voor dit doel is aangesteld of van de gymleraar. Aan de hand van deze aanwijzingen dient de tikker dan te proberen de persoon op te sporen die de speciale rol heeft gekregen.

### De-jongens-de-meisjes
Hierbij is het spel tikkertje met de jongens tegen de meisjes. Op deze manier moeten de jongens proberen de meisjes allemaal af te tikken (of andersom).

### Overige varianten
Handvangertje, "Opvang en verlossen", "Overlopertje", Ziekenhuistikkertje, Chinese Muur